# GSC5409-2037
GSC5409-2037 — хімічно пекулярна зоря спектрального класу A2, що має видиму зоряну величину в смузі V приблизно 10,7.